# Holochelus fraxinicola
Holochelus fraxinicola är en skalbaggsart som beskrevs av Sturm och Hagenbach 1825. Holochelus fraxinicola ingår i släktet Holochelus och familjen Melolonthidae. Inga underarter finns listade i Catalogue of Life.